# Fantan (Armenia)
Fantan (in armeno Ֆանտան?) è un comune dell'Armenia di 1 068 abitanti (2009) della provincia di Kotayk'.